# Rangers Football Club 2007-2008
Questa voce raccoglie le informazioni riguardanti il Rangers Football Club nelle competizioni ufficiali della stagione 2007-2008.

## Stagione
- In Scottish Premier League i Rangers si classificano al secondo posto (86 punti), dietro al Celtic e davanti al Motherwell.
- In Scottish Cup battono in finale il Queen of the South e vincono per la 32ª volta la coppa.
- In Scottish League Cup battono in finale il Dundee United e vincono per la 25ª volta la coppa.
- In Champions League, dopo aver eliminato nei turni di qualificazione FK Zeta e Stella Rossa Belgrado, vengono sorteggiati nel gruppo E con Barcellona, Olympique Lione e Stoccarda.Si classificano al terzo posto con 7 punti, accedendo in Coppa UEFA.
- In Coppa UEFA vengono sconfitti in finale dallo Zenit San Pietroburgo (0-2).

## Maglie e sponsor
| Casa | Trasferta | Terza divisa |

## Rosa
| N. |                                 | Ruolo | Calciatore            |
| -- | ------------------------------- | ----- | --------------------- |
| 1  | Scozia (bandiera)               | P     | Allan McGregor        |
| 2  | Scozia (bandiera)               | D     | Alan Hutton           |
| 3  | Scozia (bandiera)               | D     | David Weir (capitano) |
| 4  | Belgio (bandiera)               | C     | Thomas Buffel         |
| 5  | Bosnia ed Erzegovina (bandiera) | D     | Saša Papac            |
| 6  | Scozia (bandiera)               | C     | Barry Ferguson        |
| 7  | Algeria (bandiera)              | C     | Brahim Hemdani        |
| 8  | Scozia (bandiera)               | C     | Kevin Thomson         |
| 9  | Scozia (bandiera)               | A     | Kris Boyd             |
| 10 | Spagna (bandiera)               | A     | Nacho Novo            |
| 11 | Scozia (bandiera)               | C     | Charlie Adam          |
| 12 | Irlanda del Nord (bandiera)     | C     | Steven Davis          |
| 14 | Senegal (bandiera)              | C     | Amdy Faye             |
| 15 | Scozia (bandiera)               | C     | Alan Gow              |
| 16 | Scozia (bandiera)               | P     | Graeme Smith          |
| 17 | Scozia (bandiera)               | C     | Christopher Burke     |

| N. |                        | Ruolo | Calciatore              |
| -- | ---------------------- | ----- | ----------------------- |
| 18 | Scozia (bandiera)      | A     | Steven Naismith         |
| 19 | Francia (bandiera)     | A     | Jean-Claude Darcheville |
| 20 | Stati Uniti (bandiera) | C     | DaMarcus Beasley        |
| 21 | Scozia (bandiera)      | D     | Kirk Broadfoot          |
| 22 | Scozia (bandiera)      | D     | Andy Webster            |
| 23 | Scozia (bandiera)      | D     | Christian Dailly        |
| 24 | Spagna (bandiera)      | D     | Carlos Cuéllar          |
| 25 | Scozia (bandiera)      | P     | Neil Alexander          |
| 26 | Scozia (bandiera)      | D     | Steven Smith            |
| 27 | Scozia (bandiera)      | C     | Lee McCulloch           |
| 28 | Scozia (bandiera)      | D     | Steven Whittaker        |
| 29 | Gabon (bandiera)       | A     | Daniel Cousin           |
| 34 | Scozia (bandiera)      | C     | Paul Emslie             |
| 36 | Sudafrica (bandiera)   | C     | Dean Furman             |
| 43 | Scozia (bandiera)      | C     | John Fleck              |